# Ally MacLeod
Alistair Reid MacLeod (Glasgow, 1931. február 26. – Ayr, 2004. február 1.) skót labdarúgóedző. 

## Pályafutása

### Klubcsapatban
Glasgowban született 1931-ben. Még iskoláskorában labdarúgónak állt és 1949-ben a Third Lanark együttesében bemutatkozhatott. Hat évig volt a klub játékosa, amikor 1955-ben a St. Mirren leigazolta. Egy évvel később Angliába szerződött a Blackburn Rovers csapatához, ahol öt évig játszott, majd visszatért Skóciába a Hibernianhez, melynek színeiben 1961 és 1963 között játszott. 1963-ban a Third Lanark szerződtette egy évre. Az 1964–65-ös szezont követően Ayr United játékosaként vonult vissza az aktív játéktól.  

### Edzőként
1966 és 1975 között az Ayr United kispadján kezdte az edzői pályafutását. 1975 és 1977 között az Aberdeen edzője volt, mellyel megnyerte az 1976-os skót ligakupát. 1977-ben kinevezték a skót válogatott és a nemzeti csapattal részt vett az 1978-as világbajnokságon. Később dolgozott még a Motherwell (1979–81), az Airdrieonians (1984–85), az Ayr United (1986–89) és a Queen of the South (1991–92) együttesénél.

## Sikerei, díjai

### Edzőként
Aberdeen
- Skót ligakupa (1): 1975–76